# Helonoma peruviana
Helonoma peruviana är en orkidéart som först beskrevs av Dariusz Lucjan Szlachetko, och fick sitt nu gällande namn av Salazar, H.C.Dueñas och Fern.Alonso. Helonoma peruviana ingår i släktet Helonoma och familjen orkidéer. Inga underarter finns listade i Catalogue of Life.